# Балаш (шахиншах)
Балаш (Валкаш, Валаш, Валгаш) — царь царей (шахиншах) Ирана, правил в 484 — 488 годах. Из династии Сасанидов.
Византийские историки, хронологически близкие к V веку — Прокопий Кесарийский, Агафий Миринейский, — считали Балаша братом Пероза, более поздние восточные — сыном. Путаница могла быть вызвана кровнородственным браком.

## Приход к власти
По «Шахнаме», Пероз, идя в свой последний поход против эфталитов, оставил Балаша регентом государства, так что престол перешёл к последнему без особых проблем. Однако, по сообщению Лазаря Парпеци, воцарение Валаша поддержали не все из Сасанидов и магнатов. Против Валаша выступил сын Пероза по имени Зарех (Зарир), вероятно, считавший себя законным престолонаследником. Против Зарира были посланы войска, к которым присоединилась армянская конница Вахана Мамиконяна. Из этого можно заключить, что[стиль] ареной борьбы стали северные области державы. Зарир проиграл решающее сражение и бежал в горы. Через некоторое время он был схвачен и привезён в Ктесифон, где его задушили во дворце.
По словам Иешу Стилита, Балаш «был муж смиренный и миролюбивый. Он не нашёл ничего в сокровищнице персидской, а землю нашёл опустошённой из-за набегов гуннов (то есть эфталитов). Ибо небезызвестно,... какой ущерб и расходы несут цари при войнах, даже победоносных, а тем более несчастных».
Балаш не отличался решительностью Пероза. Скорее, он был ставленником магнатов; вся власть при нём находилась в руках вельмож. После гибели Пероза положение Сасанидского государства стало таким тяжёлым, что знать решила сама взяться за укрепление царства. Представители знатнейших иранских домов — Сухра и его сын Зармихр из рода Карен и Шапур из рода Михран — берут на себя инициативу создания нового войска и борьбы с армянами.

## Мир с эфталитами
По «Шахнаме», при Балаше иранские войска под командой правителя крупной области на востоке Ирана, военачальника Суфрая разбили царя эфталитов Хушнаваза, и тот вернул иранцам все богатства, захваченные после разгрома Пероза и пленных, в том числе сына Пероза Кавада и верховного мобеда Арташира. Ат-Табари также пишет, что отражению угрозы со стороны эфталитов Иран обязан знатному персу Сохру (несомненно тождественен Суфраю): 

«Эфталиты овладели всем Хорасаном, пока против них не выступил человек из персов, по имени Сохрa, родом из Шираза, один из знатных среди них. Как доброволец, ищущий только славы, он выступил во главе тех, которые последовали за ним, настиг царя эфталитов и изгнал его из областей Хорасана; они прекратили войну, заключив мир, по условию которого должны были быть возвращены все оставшиеся в живых пленные, захваченные из войска Фируза (Пероза)».
Однако эти сообщения, восходящие к официальной сасанидской традиции, являются, скорее всего, легендой, созданной для поднятия престижа Иранской державы. По другим источникам, мир с эфталитами был заключён на условии выплаты персами тяжёлой контрибуции. Дань эфталтам персы перестали уплачивать только в правление Кавада.
По сообщению Иешу Стилита, Балаш пытался истребовать дань с Византии, но император Зенон отказал шахиншаху, ссылаясь на то, что персам-де вполне довольно податей с Нисибина, который не был возвращён ромеям, хотя оговорённый в 364 году 120-летний срок власти первых над городом истёк.

## Взаимоотношения с Индией
Есть сведения о войне царя Балаша против неназванного индийского правителя. Балаш якобы сватался к дочери индийского царя, но тот отказал ему. Балаш выступил в поход, убил индийского царя в единоборстве перед решающим сражением, разгромил его войско и захватил столицу. Поскольку этот текст изначально принадлежал к сасанидской «Книге о владыках», можно предположить, что он основан на реальных событиях. Вместе с тем, в рассказе не уточняется, о правителе какого государства идёт речь (литературный жанр того не требовал), что не даёт возможности делать определённые выводы. Можно, однако, сказать, что этот сюжет вполне вписывается в обозначенную выше историческую картину, в которой Сасаниды не имели на юго-востоке территориальных потерь и удерживали под своей властью территории, расположенные к западу от Инда.

## Нварсакский договор
Новому шаху удалось прекратить волнения в Закавказье, длившиеся последние несколько лет правления Пероза. В 484 году в селении Нварсак был подписан договор между армянскими нахарарами и представителями центральной власти. Согласно этому договору армяне могли свободно исповедовать христианство, и шах запретил насильно обращать армян в зороастризм. Было решено уничтожить в Армении действующие храмы огня и впредь не возводить новые. Правителем Армении объявлялся непосредственно иранский шах, а не его наместники. Армянская знать восстанавливала свои наследственные феодальные права и получала высшие должности в стране в качестве вассалов персидских царей. Спустя год Балаш утвердил Вахана Мамиконяна танутэром и марзпаном Армении.

## Забота о благосостоянии страны
Стремясь усилить основу благосостояния страны — сельское хозяйство, царь наказывал тех землевладельцев, которые поборами доводили крестьян до разорения. Ат-Табари пишет:

«Балаш постоянно держался хорошего образа действий и ретиво добивался процветания страны. Он проявлял [в этом отношении] крайнюю заботливость, и стоило ему узнать, что какое-либо жилище пришло в запустение и его обитатели покинули его, как он привлекал к ответственности главу того селения, в котором находилось это жилище, за то, что он не помог им оправиться и не облегчил их нужду и тем не избавил их от необходимости покинуть свою родину.»

## Низвержение с престола
Кроме того, Балаш, очевидно, имел трения с зороастрийским жречеством. Так или иначе, недовольство знати и мобедов росло и в конечном итоге привело к свержению царя.

«Балаш, так как у него не было золота, чтобы содержать свои войска, был ничтожен в их глазах. Маги также его ненавидели за то, что он пренебрегал их законами и желал построить бани в городах для омовений. Когда они увидали, что он не уважаем войском, они схватили его, выкололи ему глаза и поставили вместо него Кавада.»
В «Шахнаме» сведений об ослеплении Балаша нет; главным виновником низложения Балаша в пользу Кавада там выступает спахбад (высший военачальник) Суфрай:
Престол разлучил он с Балашем-царём,
Промолвив:«Не царствуешь вовсе, от злых
В стране отличить не умеешь благих,
Как будто себе на забаву царишь!
Кобад в управленье сильнее. Под стать
Державу ему, не тебе возглавлять».
Словами «Прочь выйди!» ответить не смог
Балаш молодой; в свой уходит чертог...
Итоги царствования Балаша Агафий Миринейский подвёл в таких словах:

«Пришедший к власти его брат Валас не совершил в войнах и сражениях ничего достойного упоминания, не только потому, что он был кроток и мягок нравом и не очень приспособлен для насильственных нападений и организации враждебных действий, но также и потому, что пережил его на короткое время. Его царствование продолжалось только четыре года.»
Исторические традиции, воспроизводимые в трудах мусульманских авторов, также единодушно отводят Валашу четыре года правления.
| Сасаниды              |                                                     |                   |
| Предшественник: Пероз | шахиншах Ирана и не-Ирана 484 — 488 (правил 4 года) | Преемник: Кавад I |